# Co-Co
“Co-Co”（英式写法，国际铁路联盟（UIC）写为“Co'Co'”），是内燃机车和电力机车轴式标准之一，表示每辆机车有两副转向架，每副转向架有三轴，每轴均有独立的牵引电机。这样的设计给车轮更大的粘附力，适用于快速货运机车。与同为六轴的Bo-Bo-Bo轴式适合跑大坡道和小曲线半径相比较，Co-Co转向架更适合跑长直高速干线。
在術語中常被簡稱為"C-C"，一般高速動力車輛都是軸配C-C的，但在部分亞洲鐵路是以"D-D"或"C-D"為軸配。